# Медеплавильный завод Братьев Сименс
Медеплавильный завод Братьев Сименс — завод, действовавший на территории современного Кедабекского района в середине XIX — начале XX века.

## История
Основу промышленных рудников Кедабека в середине XIX века здесь составляла небольшая фирма по разработке и добыче меди и золота. Первое время добыча велась примитивным способом — воду и руду таскали вручную. Позднее предприятие, ставшее кедабекским медеплавильным заводом, перекупили братья Сименс, которые имели в нем один пай из сорока.  Строительство велось большими темпами. Отдаленность рудника от транспортных магистралей не помешала осуществить задуманное. Так как рудник был отдалён от транспортных магистралей, были проложены подъездные пути. Строились церкви, школы, гостиницы.
25 августа 1865 года в Азербайджане появилось первое горнорудное предприятие. В год запуска здесь было добыто 60 тысяч тонн руды и выплавлено 8 тысяч пудов меди. Результаты ежегодно возрастали. 
Первый завод находился в 70 верстах на юг от Елизаветполя, на казённой земле. Принадлежал братьям Сименс. На 1877 год на горнозаводских работах работало 600 человек, на вспомогательных — 1 000. Заводу принадлежали 2 рудника. 
При заводе находилось 9 печей для плавки на купферштейн, 4 обжигательные печи, 2 герстенгоферских печи для обжигания богатых шлихов, 2 пламенных печи для обжигания бедных шлихов, 2 штейерских печи для обжига бедной руды в кусках, регенеративная печь Сименс для плавки чёрной меди, шплейзофенная печь для очистки чёрной меди, 7 кузнечных горнов, награнка, толчея, 2 кирпичных завода для изготовления обыкновенного и огнеупорного кирпича.
На заводе имелись воздуходувные машины из двух вентиляторов, приводившихся в движение 36-сильной паровой машиной и турбиной в 25 сил.
В 30 километрах от Кедабека на реке Калакенд Сименсы построили второй медеплавильный завод. Завод  был введен в эксплуатацию в июне 1883 года. В те годы древесное топливо заменялось жидким топливом, а именно мазутом и маслом, на медных фабриках Кедабек и Калакенд. К заводам был проложен нефтепровод и телеграфная линия, проложена узкоколейка. В 1896 году предприятия фирмы участвовали во Всероссийской промышленно-художественной выставке в Нижнем Новгороде. На выставке продукция Кедабекского и Калакендского медеплавильных заводов была признана лучшей в стране, получив золотую медаль.
В 1873 году в Кедабеке был проложен канат протяженностью около 6 км. В 1879 году впервые в Закавказье между Кедабеком и Калакендом была построена железная дорога протяженностью 28 км. Сегодня мосты, связанные с этой дорогой, остаются историческим памятником.
В 1887 году впервые в Закавказье была введена в эксплуатацию Калакендская ГЭС, где была создана большая рыболовная ферма. На медеплавильном заводе была установлена лаборатория электролизиса «Siemens-Billiter» и таким образом была достигнута чистая медь. 
В 1892 году из-за спроса на топливо был построен нефтепровод от железнодорожной станции Даллар до села Чардагли. В 1894 году трубопровод был расширен до Кедабека. Кроме того, была введена в эксплуатацию 84-километровая телеграфная линия от города Гянджа.
В 1864—1914 годах в Кедабекских горах было добыто 3 тонны золота, 52 тонны серебра и 640 тонн кобальта в 1867—1916 годах.
С Азербайджаном фирму Сименс связывает также Дашкесанское кобальтовое месторождение. 
В 1901 году Сименсы ввели в строй современную Биби-Эйбатскую электростанцию, а еще через год — вторую, снабжавшую энергией нефтяной Сабунчи. Также строились жилые корпусы для рабочих.

## Показатели
В 1877 году было добыто 1 249 980 пудов руды. Содержание меди составило 6 %. Произведено 192,962 пуда купферштейна, 29,264 пуда чёрной меди, 24,750 пудов чистой меди.